# Miss Universum 2008
Miss Universum 2008 är en internationell skönhetstävling och den 57 upplagan i ordningen. Tävling avgjordes den 14 juli på Diamond Bay Resort i Nha Trang, Vietnam och bestod av 80 kvinnor från hela världen.
Årets vinnare får ta emot kronan av Miss Universum 2007, Riyo Mori ifrån Japan och får bo i Trump Tower eftersom tävlingen Miss Universum ägs av Donald Trump. Vinnare blev Dayana Mendoza från Venezuela.

## Resultat

### Placeringar
| Slutresultat        | Tävlande |
| ------------------- | --- |
| Miss Universum 2008 | - Venezuela - Dayana Mendoza |
| 1st runner-up       | - Colombia - Taliana Vargas |
| 2nd runner-up       | - Dominikanska republiken - Marianne Cruz                                                                                            |
| 3rd runner-up       | - Ryssland - Vera Krasova |
| 4th runner-up       | - Mexiko - Elisa Najera |
| Top 10              | - Kosovo - Zana Krasniqi - Spanien - Claudia Moro - USA - Crystle Stewart - Italien - Claudia Ferraris - Australien - Laura Dundovic |
| Top 15              | - Tjeckien - Eliška Bučková - Ungern - Jázmin Dammak - Sydafrika - Tansey Coetzee - Japan - Hiroko Mima - Vietnam - Nguyen Thuy Lam  |

### Poäng i Finalen
| \| Deltagare \| Baddräkt \| Aftonklänning \| \| ----------------------- \| ---------- \| ------------- \| \| Venezuela \| 9.327 (2) \| 9.697 (2) \| \| Colombia \| 9.433 (1) \| 9.829 (1) \| \| Dominikanska republiken \| 8.983 (6) \| 9.036 (4) \| \| Ryssland \| 8.414 (7) \| 8.471 (5) \| \| Mexiko \| 9.071 (5) \| 9.429 (3) \| \| Kosovo \| 8.120 (8) \| 8.264 (6) \| \| Spanien \| 9.150 (4) \| 8.200 (7) \| \| USA \| 9.207 (3) \| 8.050 (8) \| \| Italien \| 7.671 (10) \| 7.729 (9) \| \| Australien \| 7.814 (9) \| 7.557 (10) \| \| Tjeckien \| 7.386 (11) \| \| \| Ungern \| 7.299 (12) \| \| \| Sydafrika \| 7.133 (13) \| \| \| Japan \| 7.100 (14) \| \| \| Vietnam \| 7.050 (15) \| \| | Vinnare Tvåa Trea Fyra Femma Top 10 Finalister Top 15 Semifinalisterna (#) Placering i respektive omgång av tävlingen |               |
| Deltagare | Baddräkt | Aftonklänning |
| Venezuela | 9.327 (2) | 9.697 (2)     |
| Colombia | 9.433 (1) | 9.829 (1)     |
| Dominikanska republiken | 8.983 (6) | 9.036 (4)     |
| Ryssland | 8.414 (7) | 8.471 (5)     |
| Mexiko | 9.071 (5) | 9.429 (3)     |
| Kosovo | 8.120 (8) | 8.264 (6)     |
| Spanien | 9.150 (4) | 8.200 (7)     |
| USA | 9.207 (3) | 8.050 (8)     |
| Italien | 7.671 (10) | 7.729 (9)     |
| Australien | 7.814 (9) | 7.557 (10)    |
| Tjeckien | 7.386 (11) |               |
| Ungern | 7.299 (12) |               |
| Sydafrika | 7.133 (13) |               |
| Japan | 7.100 (14) |               |
| Vietnam | 7.050 (15) |               |

### Särskilda Priser
| Pris            | Tävlande                       |
| --------------- | ------------------------------ |
| Miss Sympati    | - El Salvador - Rebeca Moreno  |
| Bästa Folkdräkt | - Thailand - Gavintra Photijak |

## Kandidater
| Land                    | Namn                     | Ålder | Längd | Hemstad                |
| ----------------------- | ------------------------ | ----- | ----- | ---------------------- |
| Albanien                | Matilda Mecini           | 19    | 1.79  | Tirana                 |
| Angola                  | Lesliana Pereira         | 20    | 1.75  | Mbanza-Kongo           |
| Antigua och Barbuda     | Athina James             | 18    | 1.80  | Saint John's           |
| Argentina               | Silvana Belli            | 19    | 1.76  | Rawson                 |
| Aruba                   | Tracey Nicolaas          | 20    | 1.79  | Oranjestad             |
| Australien              | Laura Dundovic           | 21    | 1.80  | Sydney                 |
| Bahamas                 | Sacha Scott              | 19    | 1.65  | Nassau                 |
| Belgien                 | Alizée Poulicek          | 21    | 1.76  | Huy                    |
| Bolivia                 | Katherine David Céspedes | 19    | 1.79  | San Ignacio de Velasco |
| Brasilien               | Natália Anderle          | 22    | 1.78  | Encantado              |
| Caymanöarna             | Rebecca Parchment        | 26    | 1.78  | West Bay               |
| Colombia                | Taliana Vargas           | 20    | 1.78  | Santa Marta            |
| Costa Rica              | María Teresa Rodríguez   | 21    | 1.68  | Alajuela               |
| Curaçao                 | Jenyfeer Mercelina       | 19    | 1.68  | Willemstad             |
| Cypern                  | Dimitra Sergiou          | 23    | 1.83  | Limassol               |
| Danmark                 | Marie-Sten Knudsen       | 18    | 1.82  | Köpenhamn              |
| Dominikanska republiken | Marianne Cruz            | 23    | 1.82  | Salcedo                |
| Ecuador                 | Domenica Saporitti       | 19    | 1.78  | Guayaquil              |
| Egypten                 | Yara Naoum               | 20    | 1.79  | Kairo                  |
| El Salvador             | Rebeca Moreno            | 22    | 1.61  | San Salvador           |
| Estland                 | Julia Kovaljova          | 22    | 1.80  | Tallinn                |
| Filippinerna            | Jennifer Barrientos      | 22    | 1.75  | San Mateo              |
| Finland                 | Satu Tuomisto            | 21    | 1.75  | Ackas                  |
| Frankrike               | Laura Tanguy             | 20    | 1.76  | Angers                 |
| Georgien                | Gvantsa Daraselia        | 18    | 1.74  | Tbilisi                |
| Ghana                   | Yvette Nsiah             | 21    | 1.70  | Accra                  |
| Grekland                | Dionissia Koukiou        | 22    | 1.78  | Aten                   |
| Guam                    | Siera Robertson          | 18    | 1.78  | Yona                   |
| Guatemala               | Jennifer Chiong          | 25    | 1.68  | Quetzaltenango         |
| Honduras                | Diana Barrasa            | 22    | 1.79  | Tegucigalpa            |
| Indien                  | Simran Kaur Mundi        | 22    | 1.78  | Mumbai                 |
| Indonesien              | Putri Raemawasti         | 21    | 1.70  | Blitar                 |
| Irland                  | Lynn Kelly               | 20    | 1.77  | Dublin                 |
| Israel                  | Shunit Faragi            | 21    | 1.77  | Kiryat Tiv'on          |
| Italien                 | Claudia Ferraris         | 19    | 1.74  | Bergamo                |
| Jamaica                 | April Jackson            | 19    | 1.80  | Ocho Ríos              |
| Japan                   | Hiroko Mima              | 21    | 1.73  | Tokushima              |
| Kanada                  | Samantha Tajik           | 26    | 1.78  | Toronto                |
| Kazakstan               | Alfina Nassyrova         | 20    | 1.78  | Almaty                 |
| Kina                    | Wei Ziya                 | 25    | 1.76  | Chongqing              |
| Kosovo                  | Zana Krasniqi            | 19    | 1.70  | Pristina               |
| Kroatien                | Snježana Lončarević      | 24    | 1.78  | Zagreb                 |
| Malaysia                | Levy Li                  | 20    | 1.70  | Terengganu             |
| Mauritius               | Olivia Carey             | 19    | 1.70  | Vacoas                 |
| Mexiko                  | Elisa Nájera             | 21    | 1.84  | Celaya                 |
| Montenegro              | Daša Živković            | 19    | 1.80  | Nikšić                 |
| Nederländerna           | Charlotte Labee          | 22    | 1.80  | Den Haag               |
| Nicaragua               | Thelma Rodríguez         | 19    | 1.78  | Chinandega             |
| Nigeria                 | Stephanie Oforka         | 20    | 1.80  | Port Harcourt          |
| Norge                   | Mariann Birkedal         | 21    | 1.73  | Stavanger              |
| Nya Zeeland             | Samantha Powell          | 21    | 1.78  | Paraparaumu            |
| Panama                  | Carolina Dementiev       | 19    | 1.74  | Panama City            |
| Paraguay                | Giannina Rufinelli       | 22    | 1.71  | Luque                  |
| Peru                    | Karol Castillo           | 18    | 1.83  | Trujillo               |
| Polen                   | Barbara Tatara           | 24    | 1.78  | Łódź                   |
| Puerto Rico             | Ingrid Rivera            | 24    | 1.77  | Dorado                 |
| Ryssland                | Vera Krasova             | 20    | 1.78  | Moskva                 |
| Schweiz                 | Amanda Ammann            | 21    | 1.68  | Abtwil                 |
| Serbien                 | Bojana Borić             | 21    | 1.79  | Sremska Mitrovica      |
| Singapore               | Shenise Wong             | 26    | 1.73  | Singapore              |
| Slovakien               | Sandra Manáková          | 20    | 1.80  | Bratislava             |
| Slovenien               | Anamarija Avbelj         | 20    | 1.78  | Lukovica               |
| Spanien                 | Claudia Moro             | 22    | 1.80  | Madrid                 |
| Sri Lanka               | Aruni Rajapaksha         | 24    | 1.70  | Kandy                  |
| Storbritannien          | Lisa Lazarus             | 20    | 1.78  | Swansea                |
| Sydafrika               | Tansey Coetzee           | 23    | 1.76  | Johannesburg           |
| Sydkorea                | Sun Lee                  | 25    | 1.70  | Seoul                  |
| Tanzania                | Amanda Ole Sulul         | 21    | 1.78  | Arusha                 |
| Thailand                | Gavintra Photijak        | 21    | 1.78  | Nongkhai               |
| Tjeckien                | Eliška Bučková           | 18    | 1.78  | Strážnice              |
| Trinidad och Tobago     | Anya Ayoung-Chee         | 26    | 1.73  | Maraval                |
| Turkiet                 | Sinem Sülün              | 19    | 1.80  | Istanbul               |
| Turks- och Caicosöarna  | Angelica Lightbourne     | 19    | 1.63  | Providenciales         |
| Tyskland                | Madina Taher             | 21    | 1.79  | Elmshorn               |
| Ukraina                 | Eleonora Masalab         | 19    | 1.78  | Charkiv                |
| Ungern                  | Jázmin Dammak            | 24    | 1.73  | Budapest               |
| Uruguay                 | Paula Díaz               | 19    | 1.80  | Ciudad de la Costa     |
| USA                     | Crystle Stewart          | 26    | 1.75  | Missouri City          |
| Venezuela               | Dayana Mendoza           | 22    | 1.78  | Caracas                |
| Vietnam                 | Nguyễn Thùy Lâm          | 20    | 1.70  | Thái Bình              |